# Arc'teryx
Arc 'teryx je kanadská společnost vyrábějící outdoorové oblečení a sportovní vybavení, která byla založena v North Vancouveru v Britské Kolumbii, v roce 1989. Název a logo Arc'teryx pochází od Archaeopteryxe, nejstaršího známého ptáka. Logo je odvozeno od "Berlínského exempláře" tohoto ptáka, což je nejvíce kompletní kostra tohoto druhu, která byla zatím nalezena.

## Historie společnosti
V roce 1999 společnost přestěhovala z kapacitních důvodů své výrobní prostory do města Burnaby. Roku 2005 se však firma Arc'teryx přestěhovala zpátky přes Burrard Inlet na North Vancouver. Produkty firmy jsou obvykle spojeny s horolezectvím, lyžováním, snowboardingem, turistikou a pěší turistikou a souvisejícími činnostmi.
Původně byla společnost nazvána Rock Solid a byla založena Davem Lanem. Jeremy Guard změnil název společnosti na "Arc'teryx" v roce 1992, název měl odrážet vizi společnosti vytvářet rušivé "evoluční" inovace v outdoorovém průmyslu. Pomocí technologie tepelného laminátu (thermolamination) byl připraven a vyroben sedací úvazek, který se stal velmi populárním produktem společnosti. V roce 1993, po sérii přemisťování podniků a zaměstnanců, uvedla firma na trh batoh Bora vyrobený pomocí stejné technologie. Roku 1996, po získání licence od W. L. Gore & Associates pro použití Gore-Tex tkaniny, přizpůsobila společnost své nové řady venkovního technického oblečení. Mezi nejprodávanější položky patří bundy Theta AR a Gama MX. V průběhu let získaly produkty Arc 'teryx řadu ocenění od časopisů Backpacker, Outside, Climbing, Men's Journal a Powder.
Řada Arc'teryx LEAF se skládá ze zařízení zaměřeného na vojenství a vymáhání práva. Některé položky této produktové řady jsou protějšky civilních modelů firmy, ostatní položky, jako jsou Arc'teryx Tango a Charlie, jsou vyrobeny v maskovacím provedení a konstruovány tak, aby splňovaly vojenské specifikace, včetně mnoha typů upevnění poutek a tkaniny vyrobených rovněž v neutrálním nebo maskovacím zbarvení. Kvůli nespokojenosti s vybavením MOLLE, vybrala Námořní pěchota Spojených států design batohu Tango jako novou předlohu pro své batohy  ILBE.
Guard byl prezidentem a ředitelem společnosti od roku 1991 až do roku 2001. V lednu 2001 byla společnost Arc'teryx koupena společností Salomon Group, která samotná je vlastněna firmou Adidas. V květnu 2005 koupila společnost Amer Sports Salomon Group od značky Adidas. Sídlo společnosti Arc'teryx se stále nachází v North Vancouveru, i když úvazky, batohy a mnoho dalších laminovaných produktů je vyráběno ve vlastní továrně v New Westminsteru. Výrobu oblečení společnost Arc'teryx přesunula do závodů v Číně, na Filipínách, ve Vietnamu, v Bangladéši, El Salvadoru a v Laosu.